# Маклодіо
Маклодіо (італ. Maclodio) — муніципалітет в Італії, у регіоні Ломбардія,  провінція Брешія.
Маклодіо розташоване на відстані близько 450 км на північний захід від Рима, 70 км на схід від Мілана, 15 км на захід від Брешії.
Населення — 1467 осіб (2014).

## Демографія
Населення за роками:

Станом на 1 січня 2023 року в муніципалітеті офіційно проживало 197 іноземців з 20 країн, серед них 14 громадян країн Євросоюзу та 4 громадяни України.

## Сусідні муніципалітети
- Берлінго
- Брандіко
- Лограто
- Маїрано
- Тренцано